# Sombrio River
Sombrio River är ett vattendrag i Kanada.   Det ligger i Capital Regional District och provinsen British Columbia, i den sydvästra delen av landet, 3 600 km väster om huvudstaden Ottawa.